# دفینه‌اندوزی

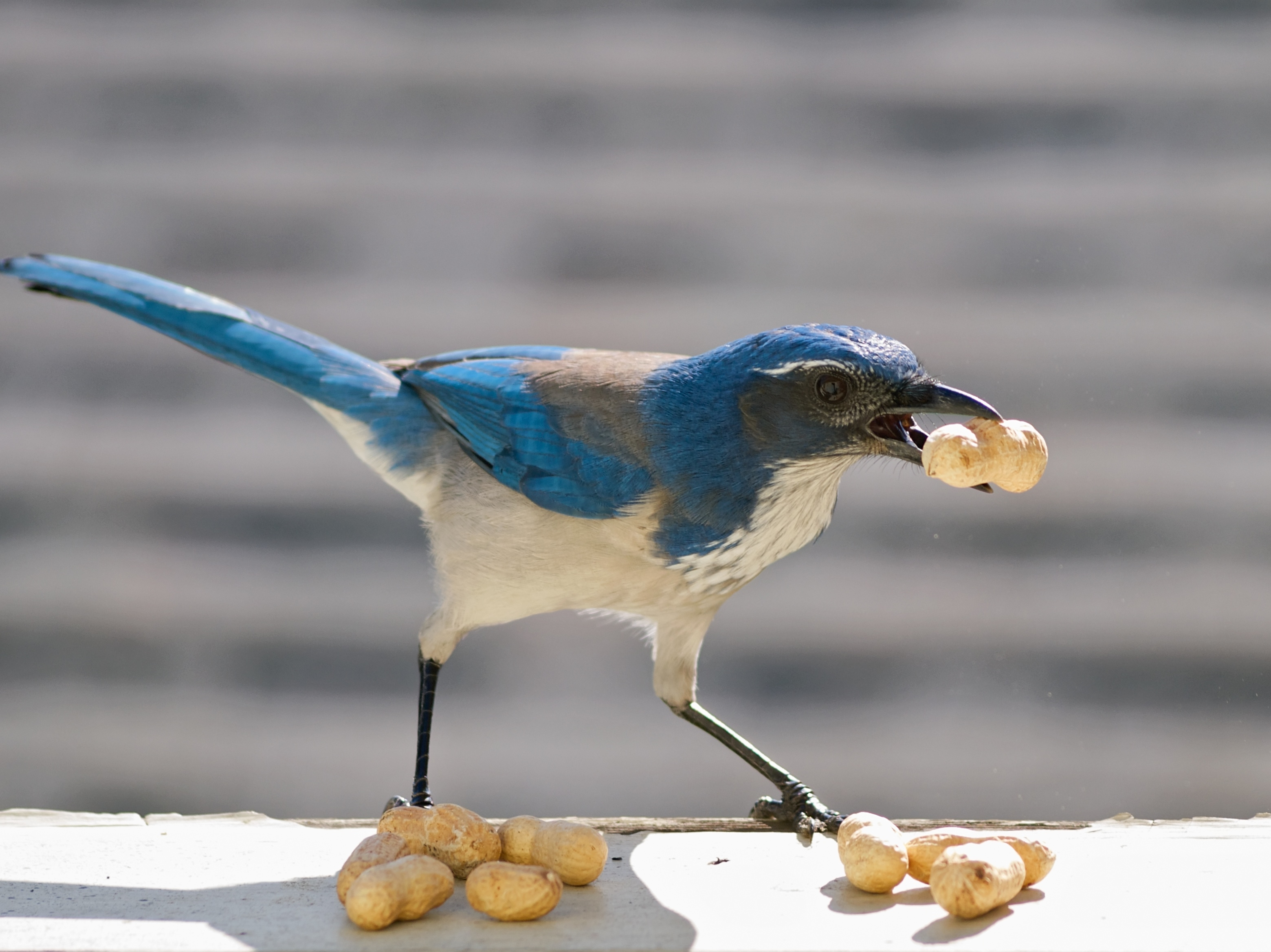
جیجاق بوته‌ای کالیفرنیا، مواد غذایی مانند بلوط و حشرات را ذخیره می‌کند.

دفینه‌اندوزی یا ذخیره‌اندوزی (انگلیسی: Hoarding) یک کنش رفتاری است که هم در انسان و هم جانوران مشاهده می‌شود. در این کنش رفتاری، انسان یا جانور به گردآوری خوراک، دیگر لوازم یا تزئینات پرداخته و اندوخته را پنهان می‌کند.
دفینه‌اندوزی می‌تواند به دلیل نگرانی از آینده باشد. بسیاری از جانوران، از جمله انواعی از جوندگان مانند
همستر در فصل فراوانی، برای خوراک زمستان، دفینه‌اندوزی می‌کنند.
در انسان و انواعی از جانوران، دامنه دفینه‌اندوزی می‌تواند از گردآوری خوراک فراتر رفته و شامل لوازم مصرفی یا تزئینی شود. از جمله کلاغ و زاغچه، به ربودن و نهان ساختن اشیاء کوچک درخشان بدنام شده‌اند. در انسان نیز دفین‌اندوزی می‌تواند، شامل لوازم مصرفی یا تزئینی شود، ضمن اینکه این رفتار به خصوص در انسان و تا حدی در جانوران، تابع شرایط محیطی است. نهان‌سازی اشیاء در جانوران دست‌آموز، دیده شده‌است. در انسان معاصر نیز نوسانات اجتماعی و اقتصادی
بر نوع و شدت دفینه‌اندوزی، مؤثر است. در حالی که دفینه‌اندوزی می‌تواند به منظور آمادگی برای آینده صورت گرفته و مفید باشد، اما در ضمن می‌تواند از حالت تعادل خارج شده و شکلی وسواس گونه پیدا کند.

## دفینه‌اندوزی در جانوران
اندوختن یا نهان ساختن خوراک در جانوران، معمولاً به شیوه و در محلی انجام می‌شود، که از چشم رقیبان هم نوع یا دیگر انواع پنهان باشد. جانوران بیشتر در موسم فراوانی، بسته به شرایط آب و هوایی محل زیست، به ذخیره خوراک می‌پردازند. هدف از دفینه‌اندوزی به احتمال زیاد، استفاده از ذخایر خوراکی در زمانی است که یافتن خوراک مشکل است. با این حال عملاً گاه ذخیره خوراک، به نتایج دیگری مانند رسیدن میوه نارس یا جوانه زدن دانه منجر می‌شود.
دفینه‌اندوزی در انواع جانوران، از جمله جوندگانی مانند سنجاب و پرندگانی مثل زاغچه دیده شده‌است؛ و می‌تواند کوتاه یا بلند مدت باشد. در دفینه‌اندوزی کوتاه‌مدت، جانوران در فواصل زمانی کوتاه، به سراغ مخفیگاه خوراک رفته و گاه در طول شبانه روز، چند نوبت از ذخیره خوراکی تغذیه می‌کنند. در دفینه‌اندوزی بلند مدت، مصرف از ذخایر پنهان‌شده بر طبق چرخه‌های فصلی کمبود خوراک، انجام می‌شود. این در حالی است که جانور ذخیره کننده ممکن است، مخفیگاه خوراک خود را فراموش کند، اما در اثر جستجوی شدید در اثر کمبود غذا، مخفیگاه خوراک جانور دیگری را کشف کند. جانورانی مانند دارکوب و سنجاب، گاه انبارهای متعددی ایجاد کرده و در هر انبار تنها یک نوع خوراک را ذخیره می‌کنند. دفینه‌اندوزی در جانوران، می‌تواند به صورت گروهی دیده شود و اعضای گروه جانوری ظاهراً از ذخایر خود در مقابل تعرض خارجی حراست می‌کنند.

## دفینه‌اندوزی در انسان

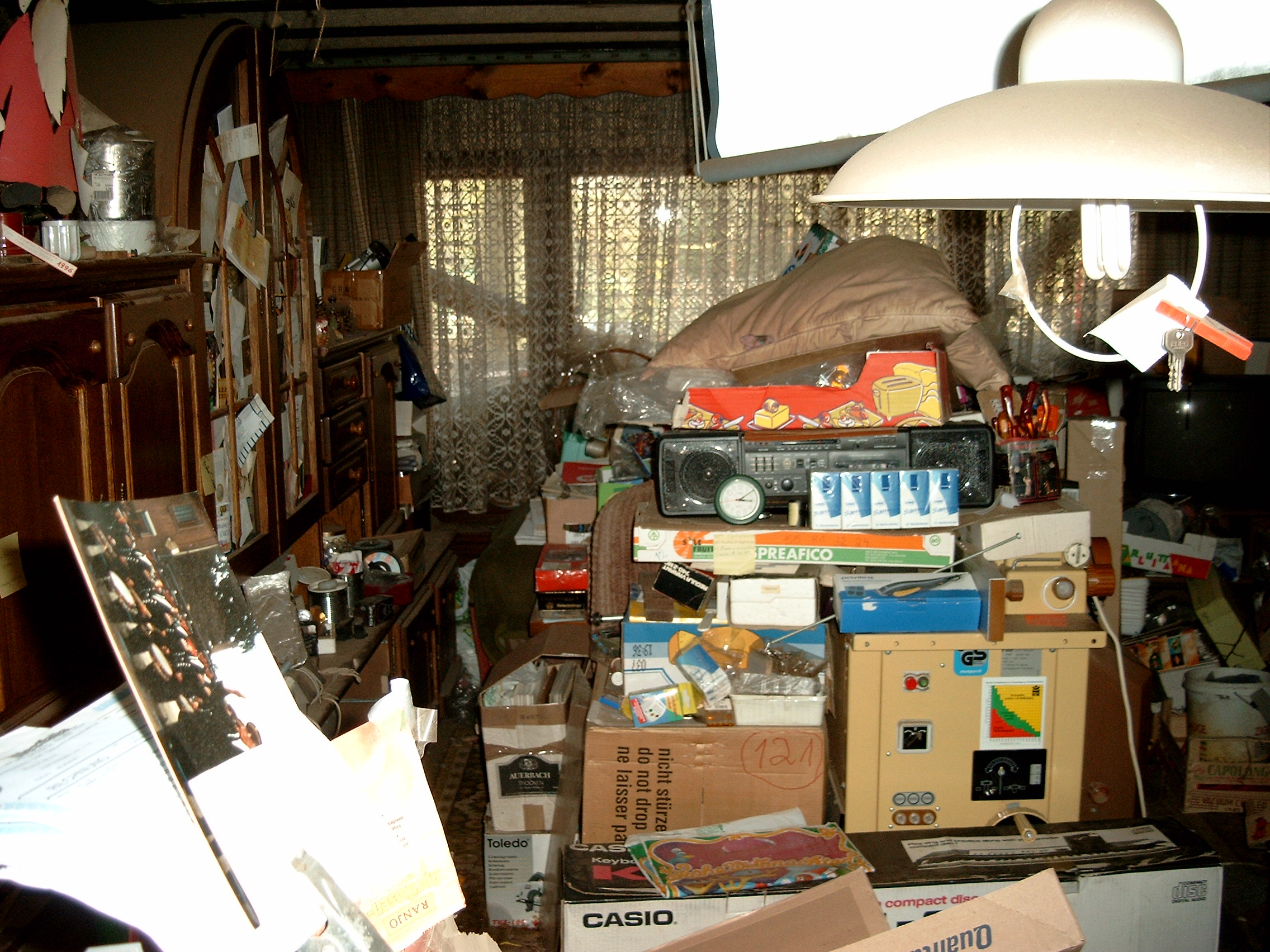
دفینه‌اندوزی کالا

از دیر باز در تمام دوران شناخته شده تاریخ بشر، دفینه‌اندوزی، یکی از مهم‌ترین فعالیت‌های فرهنگی بوده‌است. ذخایر بزرگی از خوراک یا اشیاء مخفی شده و مورد حفاظت قرار می‌گرفتند. محل ذخیره یا انبار گاه در زیر زمین و گاه در زیر آب قرار داشت و گاه با آیین و نشانه‌های مذهبی همراه و بخشی از کل یک ساختار اجتماعی بود. کشف گنجینه‌های تاریخی و دیگر یافته‌های باستان‌شناسی، شواهد بسیاری در تأیید قدمت فرهنگ دفینه‌اندوزی در انسان به دست می‌دهند. از دوران نوسنگی، شواهد پراکنده‌ای از دفینه‌اندوزی محدود، به دست آمده‌است، اما از عصر برنز دفینه‌اندوزی به یک پدیدهٔ رایج و سازمان یافته تبدیل شده‌است، در مناطقی مانند اسکاندیناوی و فرانسه انبارهای بزرگی مربوط به عصر آهن کشف شده‌اند.
دفینه‌اندوزی در دوران معاصر نیز به اشکال گوناگون تداوم یافته‌است و می‌تواند به صورت یک فعالیت سازمان‌یافته در جماعات بزرگ دیده شده یا به صورت پراکنده در جماعات کوچک و رفتار فردی مشاهده شود. نگرانی از بلایای طبیعی مانند زلزله یا ناآرامی سیاسی مانند جنگ یا احتمالات غیرقابل پیش‌بینی، یکی از دلایل عمده انواع دفینه‌اندوزی است. نمونه روشنی از این رابطه علت و معلولی ذخیره خواربار در ارتباط با همه‌گیری ویروس کرونا در سال ۱۳۹۹خ، بود، که در اکثر نقاط جهان به صورت پراکنده و سازمان یافته مشاهده شد. به نوبه خود نگرانی از فجایع طبیعی یا اجتماعی؛ و پیش‌بینی کمبود مایحتاج در اثر این فجایع، باعث شکل یافتن جنبش‌های آماده باش مردمی، مانند جنبش زنده‌ماندن شده‌است. دفینه‌اندوزی در انسان، از حد خوراک، بسیار فراتر رفته و شامل انواع مواد مصرفی مانند سوخت و پوشاک یا اقلام اعتباری مانند سکه طلا نیز می‌شود. احتکار، یکی از انواع دفینه‌اندوزی و خاص انسان است. انگیزه احتکار بیشتر از نگرانی، به سودجویی از مناسبات اقتصادی تمایل دارد و این رو علاوه بر غیراخلاقی بودن، توسط دولتها نیز ممنوع شده‌است.